# LARC-60

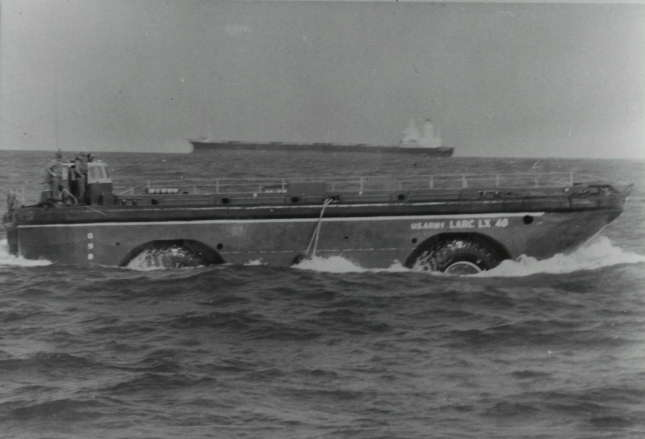
De LARC-60 in het water

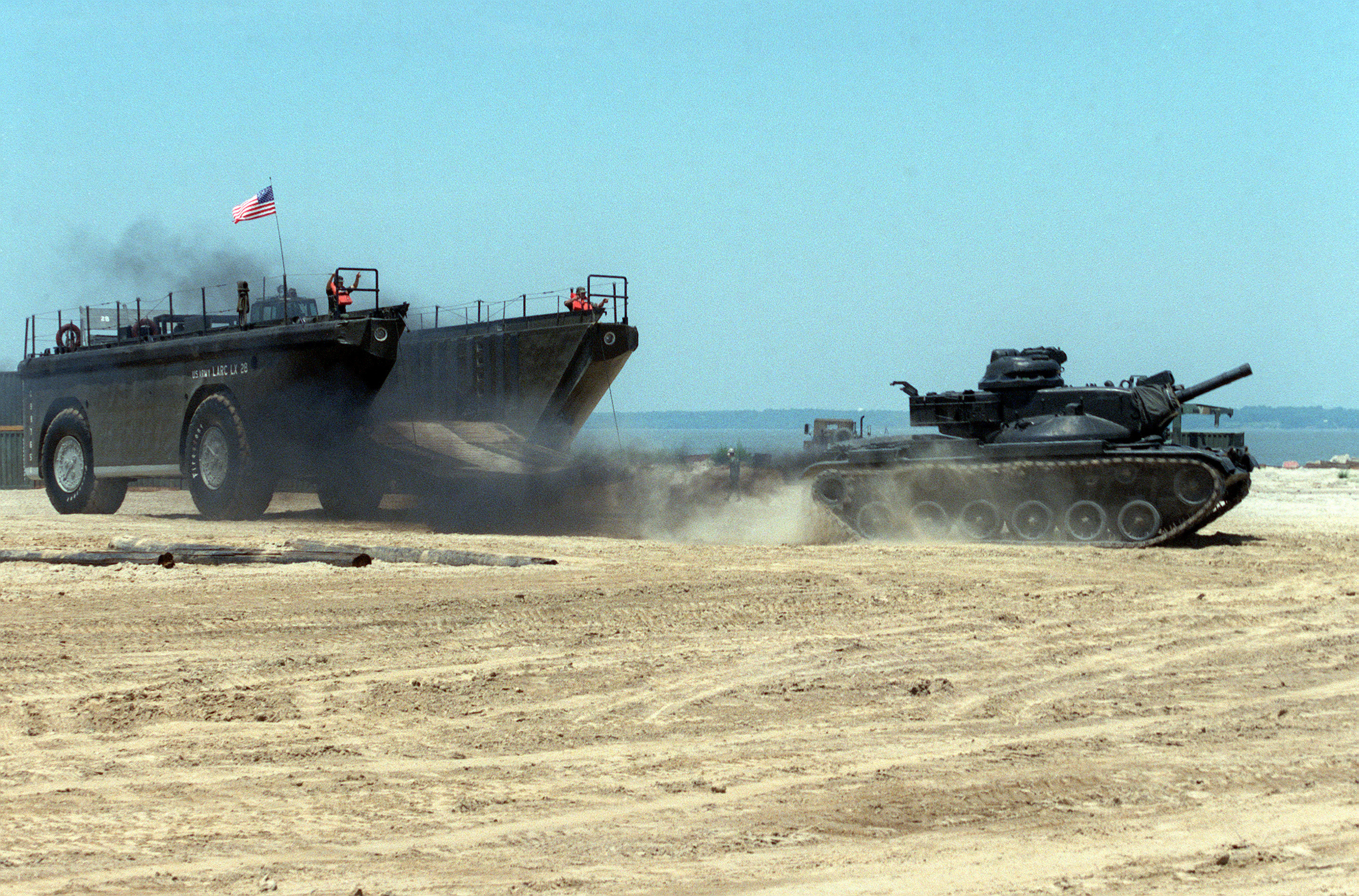
M60 Patton tank met een gewicht van 58 ton rijdt uit een LARC-60

De LARC-60 (Engels: Lighter, Amphibious Resupply, Cargo, 60 ton) staat ook bekend als LARC-LX of onder de afkorting BARC (Barge, Amphibious Resupply, Cargo). Het is een stalen amfibievoertuig gebruikt door het Amerikaanse leger.

## Beschrijving
De ontwikkeling van het voertuig werd in 1951 toegewezen aan de Pacific Car & Foundry Company in Renton, Washington. Het amfibievoertuig heeft onder normale omstandigheden een laadvermogen van 60 ton of 120 personen, maar het maximale laadvermogen ligt op 100 ton of 200 personen. Het laadgedeelte is 12,65 meter lang en 4,2 meter breed.
Het is voorzien van vier grote wielen, formaat 36.00x41, en zijn ongeveer 3 meter in diameter. Het voertuig kon met lading of personeel van een zeeschip door de branding naar de kust varen en daar op het strand de weg vervolgen naar depots in het achterland. Aan de voorzijde is een grote laadklep gemonteerd. Op de bestemming aangekomen wordt de klep naar beneden gelaten en voertuigen rijden op eigen kracht het laadruim uit.
Het is voorzien van vier GMC zescilinder dieselmotoren elk met een vermogen van 265 pk. Twee motoren zijn links in het voertuig gemonteerd en twee rechts. In tandem drijven twee motoren ook een scheepsschroef aan. De LARC-60 heeft twee schroeven met een diameter van 1,2 meter. Op land ligt de maximale snelheid op 32 km/u en in het water op circa 10 km/u. Vol beladen liggen de maximumsnelheden iets lager. Een kleine bestuurderscabine is linksachter geplaatst. Er zijn foto's met de bestuurderscabine linksvoor, op land geeft dit de "chauffeur" beter zicht, maar in het water is een cabine achter beter zodat de "schipper" zicht houdt op het vaartuig. De brandstoftanks hebben een capaciteit van 2.271 liter en geven het voertuig een bereik van bijna 1.000 kilometer op het land en 240 kilometer in water.

## Gebruik
De LARC-60 werd gebruikt om voertuigen of algemene lading van schepen naar de kust te vervoeren. De LARC-60 werd zelf als deklading meegenomen op grotere zeeschepen en werden met zware kranen te water gelaten.
In 1952 maakte het voertuig zijn eerste reis. De aanduiding veranderde van BARC in LARC omstreeks 1960. In 1967 werd de LARC ingezet tijdens de Vietnamoorlog en in oktober 2001 werd het voertuig van de sterkte afgevoerd.
Het Oorlogsmuseum Overloon heeft een voertuig in de collectie.